# Saison 32 des Mystères de l'amour
Chronologie
Saison 31 Saison 33
Cet article présente la trente-deuxième saison de la série télévisée française Les Mystères de l'amour, diffusée à partir du 16 avril 2023.									

## Distribution

### Acteurs principaux (dans l’ordre d’apparition au générique)
- Hélène Rollès : Hélène Vernier
- Patrick Puydebat : Nicolas Vernier
- Elsa Esnoult : Fanny Greyson Roquier
- Sébastien Roch : Christian Roquier
- Laly Meignan : Laly Polleï
- Philippe Vasseur : José Da Silva
- Laure Guibert : Bénédicte Breton
- Tom Schacht : Jimmy Werner
- Isabelle Bouysse : Jeanne Garnier
- Cathy Andrieu : Cathy Da Silva
- Carole Dechantre : Émilie « Ingrid » Soustal
- Macha Polikarpova : Olga Poliarva
- Lakshan Abenayake : Rudy Ayake
- David Proux : Étienne

### Acteurs récurrents
- Frank Delay : Pierre Roussel
- Angèle Vivier : Aurélie Breton
- Benoît Dubois : Victor Sanchez, cousin de Hugo
- Jean Luc Voyeux : Le lieutenant Claude Guéant
- Marjorie Bourgeois : Le capitaine Stéphanie Dorville
- Jean Baptiste Sagory : Sylvain Potier
- Marion Huguenin : Chloé Girard
- Julie Chevallier : Béatrice Goutolescou
- Hélène Julie Renard : Alexandra "Alex" Potier, cousine de Sylvain
- Rochelle Redfield : Johanna McCormick
- Elliot Delage : Julien Da Silva
- Ève Peyrieux : Ève Watson
- Richard Pigois : John Greyson
- Charlène François : Sophie Grangier
- Benjamin Cotte : Nicky McAllister Vernier #2
- Blanche Alcy : Lou Blanchet  Vernier
- Romain Emon : Le docteur Fabrice Dumont
- Graziella Jullian : Amelia
- Virginie Théron : Gabriela Matei/Polleï
- Jérémy Wulc : Jérémy Sibert dit, "Jerry", le policier de la scientifique
- Camille François Nicol : Camille, le réalisateur du clip de Fanny
- Grégory Defleur : Dr. Raphaël Bertrand
- Nicolas Da Silva : Juan Watson, le fils de Peter et Carmela
- Bradley Cole : Brad Holloway
- Michel Brugier : Michel  Lomeau, l'opérateur d'INFO France
- Richard Lornac : Bob Lornac, le musicien de Fanny  (Claviériste)
- Jérôme Thevenet : Yves Grangier
- Claire Thomas : Megane
- Annabel Hourcade : Annabelle la femme de ménage du studio
- Sandra Lou : Sandra Wolf
- Bertrand Lacherie : Le capitiane, Gael Royer, homme du GIGN
- Vincent Boucher : Léo Grangier
- Clément Gaucher : Le lieutenant de police, Lestonaize
- Amaury Thimonier : Alban Dejivrai #2
- Preston Sullivan Brogdon :  Lui-même, Preston, l'ingénieur du studio son de Nashville
- Jonathan Caillat : Paul de Lalande, premier ministre de Botsgornie
- Eléna Arnaiz : La juge Marise Fourcade, amie de Stéphanie
- Sylvain Vanstaevel : Jojo, le compagnon de cellule de Christian et José
- Amédéo Cazzella : Fabien Groussard / Amédéo / Le malfrat
- Jean Nicolas Tirlo : Technical director (Montage), JLA Productions
- Gaël Nicolas : Raoul, ami de John
- Vincent Geirnaert : Patrice Lombier, voyou
- David Dey : Le bandit qui traque Yves 1
- Julien Croquet : Gardien de prison
- Florian Velasco : Grégory
- Alexandre Cordier : Clovis
- Jean Rigal : Antonio Cardonna, le complice de Carmela
- Karine Ventalon : Emeraude
- Magali Mosquera : Carmella Pera
- Thierry Stein : Complice Carmella
- Ali Ismaël Djefafla : Le client de gym
- Mathieu Abribat : Le client de gym
- Sylvain Chiavaccini : Fredo
- Daniel Dos Santos : Le policier
- Léo Singlar : Yvan, ex de Aurelie
- Elliot Turner : Le pompier
- Matthieu Brugot : Le policier
- Maxime Van Laer : Dr. Mathieu Higgins, le directeur ADF
- Grace Hancock : Lisette
- Crawford  Lee Lyons : Lui-même, Crawford, le musicien de Fanny  (le guitariste)
- Mark Charles Pierce : Lui-même, Mark, le musicien de Fanny  (le bassiste)
- Maximilian Meizlish : Lui-même, Max, le musicien de Fanny  (le batteur)
- Ludovic Steen : Jeff Bello
- Véronique Berthoud : Gardienne de prison
- Lydie Misiek : Marie-Pierre, codétenue d'Hélène
- Raphael Lecompte : Joueur de Poker Nicky
- Christine Armeny : La mère de Gaëtan le Rouge
- Bryan Vigier : Le bandit qui traque Yves 2
- Aaron Guillemette : Théodore, le patient de ADF
- Nicolas Blandin : Gaëtan Le Rouge
- Marco Panzani : Peppone
- Amandine Noworyta : Valentine, la vieille amie de Victor
- David Alves : Voyou
- Sylvia Bouziane : Gardienne de prison
- Christophe Gaillard : Baptiste
- Calou : Monsieur Alibert, l'entraîneur
- Rudy Sarabus : Rudy, le chauffeur à New York
- Jonathan Hostier : Le squatteur de la maison de Jeanne et Yves
- Morgane Grandjean : Morgane, la fille de bar de nuit, une connaissance de José, la blonde
- Cadet : Sergueï
- Valentin Bigoin : Le fils de Gaëtan le Rouge
- Blanche Thellier : Elodie, la patient de ADF
- Julien Lassus : Eduardo
- Zed Lerouge : Homme SDF sous le pont
- Cedric Cirotteau : Julien, le barmen
- Sophie Reyne : La prisonnier dans la cantine 1
- Estelle Guyou : La prisonnier dans la cantine 2
- Gaetano Festinese : Le restaurateur, connaissance de Pepon et Antonio Cardonna
- Quentin Gouraud : Le concierge de la maison de Carmella
- Ornella Damperon : La travailleuse du salon de massage
- Franck Llopis : Robin, le client de Carmella
- Benoît Cervelli : Complice Carmella
- Dustin Audibert : Voyou
- Jeanne Lalou : La vendeuse dans le magasin
- David Clark : Le chauffeur de Bob Lornac
- Oumar Diaoure : Voyou
- Julien Celette : Michaël, le gars dans la salle de gym
- Camille Mérité : Yva Osmo, l'hôtesse de l'air
- Laurence Calabrese : Patronne de Nicolas
- Cyrille Cuvillier : Cyril, l'employé à l'aéroport
- Alexia Sanchis : Secretaire de Raoul, ami de John
- Mathieu Tremembert : Le garçon dans la rue avec le parapluie rouge
- Marine Mardellat : Laetitia, l'ex-petite amie de Pierre
- Liza Bretzner : La réceptionniste de l'hôtel
- Manon Adolphe : Clara, la fille de bar de nuit, une connaissance de José, la brunette
- Vincent Decoster : Le barman
- Guillaume Delvingt : Polo, le garagiste
- Jean Michel Lobry : Lui-même, Jean-Michel, le journaliste de la chaîne régionale Wéo
- Maud Vincent : La serveuse du bar
- Arthur Lang : Assistant de Sandra Wolf
- Charlotte Bermond : Ex de Pierre
- Dylan Pereira : Le complice de la mère de Gaëtan le Rouge 1
- Yoann Roucaud : Le complice de la mère de Gaëtan le Rouge 2
- Emmanuel Rehbinder : Le policier

## Production
L'ensemble des épisodes de la saison sont produits par le groupe audiovisuel français JLA, fondé et présidé par Jean-Luc Azoulay.									

## Épisodes
1. Branle-bas de combat
2. Tous pour Hélène
3. Traque dangereuse
4. Un amour fou
5. Dangereux rivage
6. Nashville or not Nashville ?
7. L'enfant perdu
8. Conflits multiples
9. Nashville rock
10. Dernier baiser
11. Recherches
12. Bataille de coqs
13. New York, New York
14. Tel épris qui croyait prendre
15. Accident mortel
16. Retours Paris
17. Analyses
18. Mauvaises nouvelles
19. Faux amis
20. Impossible décision
21. Photos de famille
22. Médicament
23. Image provisoire
24. Dette de jeu
25. Une grand-mère terrifiante
26. Papa ou pas

## Évolution des audiences

### Globale
| Minimum | 284 000 | Maximum | 570 000 | Moyenne | 416 923 |

### Par jour de diffusion
| Samedi   | Minimum | 284 000 | Maximum | 396 000 | Moyenne | 334 889 |
| Dimanche | Minimum | 359 000 | Maximum | 570 000 | Moyenne | 460 353 |